# Wu Yize
Wu Yize (chinesisch 吴宜泽, Pinyin Wú Yízé; * 14. Oktober 2003 in Lanzhou) ist ein chinesischer Snookerspieler. Als Amateur gewann er die U21-Weltmeisterschaft 2018. Drei Jahre später gelang ihm mit 17 Jahren die Qualifikation für die Profitour. Im Jahr 2024 stand er zweimal im Finale eines Ranglistenturniers.

## Karriere

### Anfänge
2017 wurde Wu chinesischer Junioren-Meister. Nach einer Achtelfinalteilnahme bei der U18-Weltmeisterschaft 2018 erreichte Wu bei der U21-Weltmeisterschaft desselben Jahres das Endspiel, das er für sich entscheiden konnte. 2019 schied er allerdings sowohl beim U18-Turnier als auch beim U21-Pendant im Viertelfinale aus. Eine weitere Viertelfinalniederlage musste er bei den WSF Open 2020 hinnehmen, während er bei den WSF Junior Open 2020 erst im Halbfinale verlor.
2019 nahm er an den Turnieren der Q School für die Qualifikation zur Profitour teil, die aber ebenso mit Auftaktniederlagen endeten wie seine Wildcard-Auftritte bei den chinesischen Profiturnieren. Bei der International Championship 2019 verlor er sein Auftaktspiel mit 5:6 nur sehr knapp gegen den Spitzenspieler John Higgins, der ihm anschließend eine „großartige Zukunft“ prognostizierte. Der Weltverband bezeichnete ihn 2020 als einen „der besten jungen Amateure der Welt“. Bei seiner Einladung zur 6-Red World Championship 2019 kam er aber bis ins Achtelfinale und bei der Qualifikation zur Weltmeisterschaft besiegte er Ashley Hugill und Robbie Williams und erreichte die dritte Runde.

### Profikarriere
Bei der Q School 2020 blieb er mit nur drei Siegen in den drei Turnieren erneut erfolglos. Dafür gelang ihm bei den CBSA Qualifiers 2021 mit 17 Jahren die Qualifikation für die World Snooker Tour und er erhielt die Startberechtigung für die Spielzeiten 2021/22 und 2022/23. Zum Auftakt seiner Profikarriere gelang ihm ein 3:0-Sieg gegen Fraser Patrick bei den British Open und bei den English Open besiegte er Ashley Hugill. Siege über Lu Ning und Hammad Miah brachten ihn bei der hochwertigen UK Championship erstmals unter die Letzten 32 und in der Weltrangliste auf Platz 87. Auch bei den folgenden Turnieren gewann er meist sein Auftaktspiel und beim European Masters und beim Turkish Masters schaffte er weitere Male den Einzug in die dritte Runde. Damit konnte er sich im ersten Jahr noch bis auf Platz 82 verbessern. Im zweiten Jahr gelang ihm bereits beim ersten regulären Turnier, dem European Masters, der Vorstoß bis ins Viertelfinale. Es gab danach zwar auch viele Erstrundenniederlagen, zweimal kam er aber auch in Runde 3. Vor der Weltmeisterschaft stand er knapp unter den Top 64. Er spielte sich erfolgreich durch die Qualifikation und mit einem 10:8-Sieg über Chris Wakelin sicherte er sich seine erste Teilnahme an der WM-Endrunde. Auch wenn er im Crucible sein erstes Match klar mit 3:10 gegen Neil Robertson verlor, musste er sich keine Gedanken um die Verlängerung seiner Tourzugehörigkeit machen.
Beim European Masters 2023 revanchierte er sich gegen Robertson für die WM-Niederlage und kam in die dritte Runde. Bei den Wuhan Open schlug er Ryan Day und Stephen Maguire und schaffte es erstmals bis ins Halbfinale eines Turniers. Auch wenn eine längere Durststrecke folgte und er nur noch beim World Open in Runde 3 kam, hielt er sich stabil in der Rangliste um Platz 40. In der Saison 2024/25 gelang ihm dann der Durchbruch. Nach einem verhaltenen Saisonbeginn spielte er sich bei den English Open unter anderem mit Siegen über Stuart Bingham, Ali Carter und den Weltranglistenersten Judd Trump bis ins Finale. Gegen Neil Robertson machte er einen 1:7-Rückstand fast wett, verlor dann aber doch mit 7:9. Anschließend kam er sowohl beim Wuhan Open als auch bei der UK Championship bis ins Achtelfinale. Beim Shoot-Out erreichte er das Halbfinale. Bei den Scottish Open schaffte er schon sein zweites Finale. Diesmal unterlag er im chinesischen Duell Lei Peifan mit 5:9. Immerhin hatte er in dem Turnier Barry Hawkins geschlagen und beim German Masters siegte er Anfang 2025 gegen Mark Allen, Nummer 4 der Weltrangliste, bevor er Hawkins im Viertelfinale unterlag. Bei der Weltmeisterschaft zum Saisonende gelang ihm durch ein knappes 10:9 gegen Matthew Stevens zum zweiten Mal der Einzug in die Hauptrunde. Dort hielt er gegen den Weltranglistensechsten Mark Williams bis zum 8:8 mit, verlor dann aber auch sein zweites Crucible-Match mit 8:10. In der Weltrangliste ging es für Wu weit nach oben und er beendete die Saison auf Platz 20.

## Erfolge (Auswahl)
| Ausgang         | Jahr | Turnier                           | Finalgegner            | Ergebnis |
| --------------- | ---- | --------------------------------- | ---------------------- | -------- |
| Amateurturniere |      |                                   |                        |          |
| Sieger          | 2018 | IBSF U21-Snookerweltmeisterschaft | Pongsakron Chongjairak | 6:4      |
| Sieger          | 2021 | CBSA Qualifiers 2021              | Pa Ruke                | 4:1      |
| Profiturniere   |      |                                   |                        |          |
| Zweiter         | 2024 | English Open                      | Neil Robertson         | 7:9      |
| Zweiter         | 2024 | Scottish Open                     | Lei Peifan             | 5:9      |